# خاكريز (دربندرود)
خاکریز (بالفارسية: خاکریز) هي قرية تقع في إيران في قسم دربندرود الريفي. يقدر عدد سكانها بـ 1,253 نسمة .